# Črni teloh
Črni teloh (znanstveno ime Helleborus niger) je pomladanska strupena roža s snežno belimi cvetovi in črnimi koreninami, ki spada v rod telohov (Helleborus).
Stebla so neolistana ter visoka do 20 cm. Pritlični listi so pernato deljeni, veliki in usnjati, zelo obstojni in zimzeleni. Na vrhu stebla je bel, zelen ali rožnat cvet. Cveti od januarja do aprila, v milih zimah pa tudi od decembra naprej. 
Telohi vsebujejo močne strupe (heleborin in heleborein). Črni teloh so nekoč uporabljali za strupene napoje in zastrupitev, uporaben pa je tudi kot zdravilo za živino. Na to se nanašajo številna ljudska imena, kot so glavobolka, kurja smrt in smrtnica. 